# Бугры (железнодорожная станция, Новгородская область)
Бугры — железнодорожная станция в Хвойнинском муниципальном округе Новгородской области.

## География
Находится в северо-восточной части Новгородской области на расстоянии приблизительно 43 км на восток-юго-восток по прямой от районного центра Хвойная у границы с Пестовским районом, примыкая с запада к деревне Бугры.

## История
Прокладка железной дороги Петроград — Мга — река Волхов — Рыбинск закончилась к 1919 году. Станция Бугры официально открыта в 1929 году. До 2020 года входила в Звягинское сельское поселение.

## Население
Численность населения: 147 человек (русские 97 %) в 2002 году, 139 в 2010.